# Heidekamp
Heidekamp est une commune allemande du Schleswig-Holstein, située dans l'arrondissement de Stormarn (Kreis Stormarn), à trois kilomètres au nord de la ville de Reinfeld (Holstein). Heidekamp fait partie de l'Amt Nordstormarn qui regroupe douze communes autour de Reinfeld.